# Sanctuaire Saint Gabriel dell'Addolorata
Le sanctuaire Saint Gabriel dell'Addolorata est situé à Isola del Gran Sasso d'Italia. Il comprend 3 structures : l'ancienne église, consacrée en 1908 et élevée au rang de basilique mineure en 1929, la nouvelle église, consacrée en 1970 et le couvent passioniste où mourut en 1862 saint Gabriel. C'est dans la nouvelle église qu'est exposée à la vénération des fidèles la châsse contenant le corps de saint Gabriel de l'Addolorata.

## Histoire
En 1215, saint François d'Assise fonde à Isola del Gran Sasso un couvent pour son ordre franciscain. Abandonné en 1809 à la suite de la suppression des ordres religieux pendant la période napoléonienne, ce sont les passionistes qui reprendront le bâtiment en 1847. C'est ici que saint Gabriel de l'Addolorata finira ses jours et y mourut en 1862.

## Première église
À la suite de la prochaine béatification de Gabriel de l'Addolorata, survenue le 31 mai 1908, la construction d'un sanctuaire qui lui serait consacré débute en 1907, et il sera terminé l'année suivante. Bâti sur l'exemple des temples grecs, l'intérieur est dominé par un style baroque. Dans l'abside est représenté saint Gabriel entouré de la Vierge Marie et des anges. La crypte, qui est plus d'un style gothique, abrite la châsse contenant les reliques de saint Gabriel.
En juillet 1929, le pape Pie XI élève l'église à la dignité de basilique mineure.

## Nouvelle église

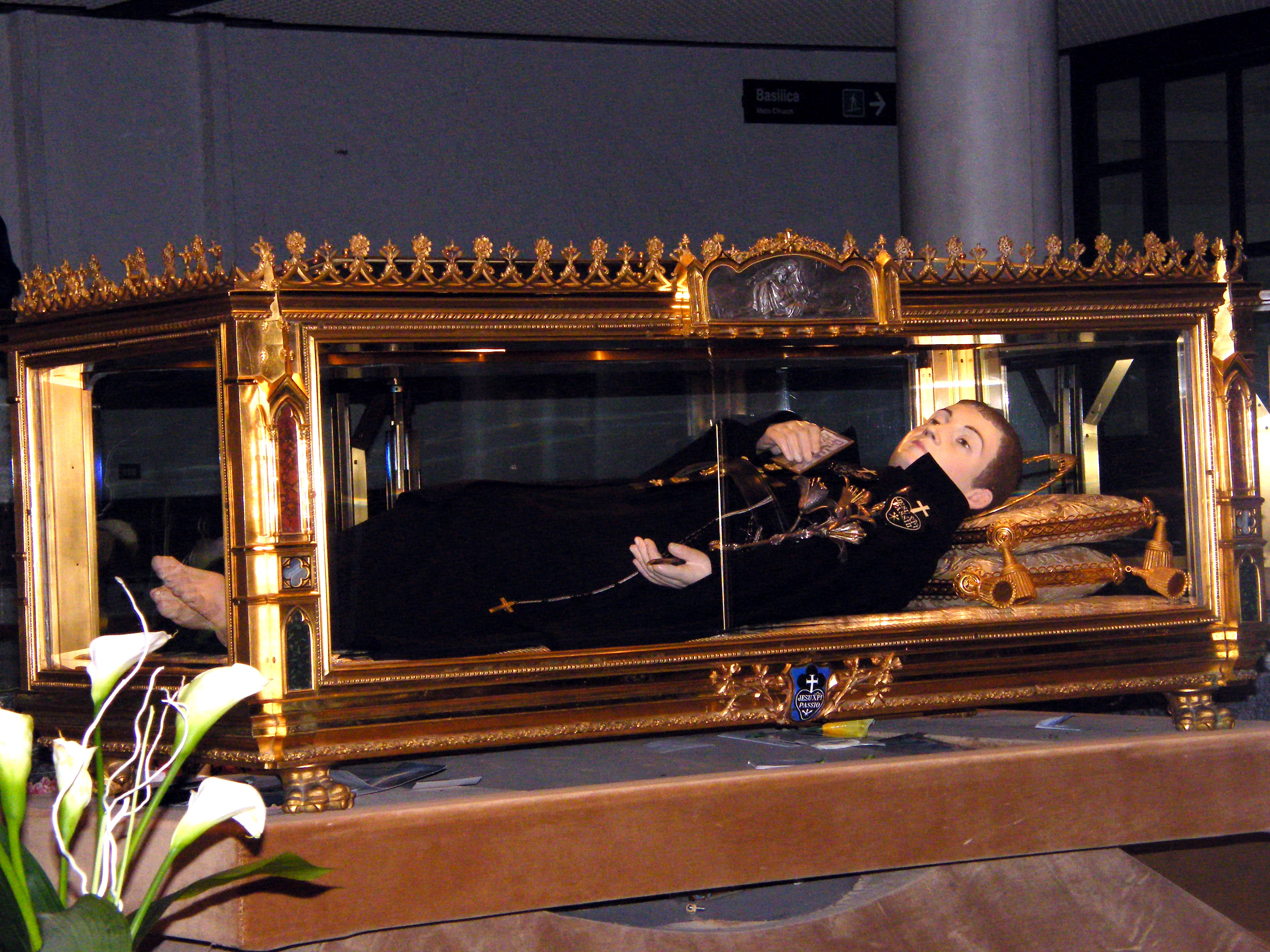
Châsse de saint Gabriel de l'Addolorata.

Afin d'accueillir les pèlerins et visiteurs toujours plus nombreux, une nouvelle église est construite dans les années 1960, juste en face de la première église. Elle sera consacrée en 1970. De style moderne et réalisée en béton armé, elle a une capacité d'accueil de 6 000 personnes. Le 30 juin 1985, le pape Jean-Paul II inaugure la crypte de la nouvelle église qui où a été transféré la châsse de saint Gabriel.

## Activités
Le sanctuaire est un centre de pèlerinages cher aux jeunes catholiques italiens. Parmi les principaux évènements organisés annuellement : pendant le mois de mars où des milliers d'étudiants venant des Abruzzes et des Marches viennent demander l'intercession de saint Gabriel pour la réussite de leur examen, et l'autre la dernière semaine d'août.
Le sanctuaire accueille environ deux millions de pèlerins chaque année. Parmi eux, il eut saint Jean-Paul II, sainte Mère Teresa ou encore Joseph Ratzinger, qui était alors préfet de la Congrégation pour la doctrine de la foi.